# 2012年布拉薩維爾爆炸
4°14′36″S 15°17′41″E / 4.24333°S 15.29472°E
2012年布拉薩維爾爆炸於2012年3月4日發生在剛果共和國首都布拉柴維爾。事故造成至少200人死亡。

## 事故經過
2012年3月4日當地時間早上08:00左右起，剛果共和國首都布拉薩維爾東部Mpila的一處彈藥庫發生五次嚴重爆炸及許多較小爆炸，造成附近許多房屋損毀。剛果共和國軍方表示爆炸是由火災引起。
事故造成至少200人死亡，數百名傷者被送往當地醫院治療。事故中有中國工人死亡，新華社分社的玻璃被震碎。距彈藥庫500公尺以內的建築物幾乎全部被夷平。Saint Louis天主教教堂與一座較小的新教教堂倒塌，多人受困。約4公里外的布拉薩維爾大教堂的彌撒因建築物震動而中斷。因為一直有較小的爆炸發生，搜救行動在靠近彈藥庫之處較為困難。
剛果共和國總統德尼·萨苏-恩格索在附近有一處住所，但爆炸時並不在該處。剛果共和國國防部長Charles Zacharie Boawo表示爆炸並非戰爭、政變、或叛變，並呼籲民眾冷靜。
爆炸使得許多附近居民無家可歸。當局開放了兩座教堂及一個市場收容這些無家可歸的民眾。 紅十字會在教堂設立了四座收容中心，收容了約3000位難民。
事故也波及到鄰國剛果民主共和國的首都金夏沙。在金夏沙，距爆炸5公里遠處有窗戶被震壞。金夏沙La Combe區六月三十日大道（Boulevard du 30 Juin）上有建築物玻璃破裂。剛果民主共和國派出坦克車及軍隊至街道上及兩國界河剛果河的岸邊，後來才發現金夏沙未受到攻擊。根據記者報導，在金夏沙可以聽到五次爆炸。

## 發展
3月5日，爆炸後的火災威脅附近另一個彈藥庫，而較小的爆炸持續一整天。在該日仍然有屍體從封鎖區中被運出來，封鎖區旁已經有屍臭傳出，然而布拉薩維爾市中心及南部的生活則恢復正常。
爆炸發生24小時之內，美國與法國的官員立即與剛果共和國的官員見面討論援助事宜。法國與俄國的救火員參與滅火行動，法國並運送了援助物資。剛果民主共和國也派出了醫療物資及代表團。世界衛生組織運送了2.5公噸的藥物。聯合國秘書長潘基文表達了哀悼之意。
刚果（布）政府为安抚在爆炸事件中失去住所的民众，在布拉柴东北部金德磊地区（2号路收费站附近）建设了1000套住宅供在爆炸中失去住所的人居住，现已完工约700套住宅，并已有部分民众入住。

## 伤亡情况
截止3月4日，已证实爆炸造成中国项目人员5人死亡，2人失踪，12人在医院接受治疗，其余人员已撤至安全地带。
有消息称，事故造成至少200人死亡，1500人受伤。

## 霍亂
四月初，報導指出有霍亂爆發，收容難民的場所衛生條件不佳及持續的降雨使得該疾病蔓延。在布拉薩維爾北方的Nkombo的市場以及在市區的聖心大教堂（Sacred Heart Cathedral）是霍亂最嚴重的地方，這兩處地方合計就收容了14000位難民中的11000人。